# Wierchowik
Wierchowik (ros. верховик) – północny wiatr na Jeziorze Bajkalskim wiejący z doliny rzeki Angara. Pierwsze wiatry tego typu pojawiają się w połowie sierpnia. Często wiatr wieje bez przerwy przez 10 dni. Wiatr jest mało porywisty. Otwarta część jeziora często ściemnia się i pokrywa załamującymi się falami.